# Златнар, Мирко
Мирко «Миклавж» Златнар (словен. Mirko "Miklavž" Zlatnar; 2 февраля 1920, Любляна — 27 марта 1991, Лесце) — югославский военный и политический деятель, участник Народно-освободительной войны Югославии.

## Биография
Изучал строительство на техническом факультете Люблянского университета с 1939 года, был активным общественным деятелем, состоял в общественно-культурном движении «Взаимность» (словен. Vzajemnost), член Коммунистической партии Словении с 1939 года. До декабря 1942 года был организатором технического отдела при ЦК КПС, в 1943 году брошен итальянскими фашистами в концлагерь Гонарс, откуда бежал после капитуляции Италии. Был помощник политрука при батальоне Оперативного штаба Посушья, Базовицкой бригады, политруком 30-й словенской дивизии и командиром отдела внутренней безопасности при 9-м словенском армейском корпусе. До 1950 года служил в УДБА, получил звание полковника. За проявленные качества в войне награждён медалью Партизанской памяти.
После войны Златнар занимал ряд должностей в СР Словении, до 1961 года работал в местном отделении Социалистического союза трудового народа (организационный секретарь исполкома), с 1961 по 1962 годы директор авиакомпании Adria Aviopromet.